# Dacryobolus phalloides
Dacryobolus phalloides är en svampart som beskrevs av Manjón, Hjortstam & G. Moreno 1984. Dacryobolus phalloides ingår i släktet Dacryobolus och familjen Fomitopsidaceae.   Inga underarter finns listade i Catalogue of Life.